# Sinne, Krasnopillea
Sinne (în ucraineană Сінне) este localitatea de reședință a comunei Sinne din raionul Krasnopillea, regiunea Sumî, Ucraina.

## Demografie
Componența lingvistică a localității Sinne
     Ucraineană (96,79%)
     Rusă (2,99%)
     Alte limbi (0,21%)
Conform recensământului din 2001, majoritatea populației localității Sinne era vorbitoare de ucraineană (96,79%), existând în minoritate și vorbitori de rusă (2,99%).